# روري روت
روري روت (بالإنجليزية: Rory Root)‏ هو شخصية أعمال أمريكي، ولد في 8 نوفمبر 1957 في أوكلاند في الولايات المتحدة، وتوفي بنفس المكان في 19 مايو 2008.